# 波齿马先蒿
波齿马先蒿（学名：Pedicularis crenata）是列当科马先蒿属的亚种，是中国的特有植物。分布在中国大陆的云南等地，生长于海拔2,600米至3,000米的地区，多生长于草坡或高山草地中。

## 亚种
- 波齿马先蒿波齿亚种（学名：Pedicularis crenata sp. crenata）为玄参科马先蒿属下的一个亚种。产于中国云南。
- 波齿马先蒿全裂亚种（学名：Pedicularis crenata sp. crenatiformis）为玄参科马先蒿属下的一个亚种。产于中国云南海拔3,350米地区的石灰岩上。